# Dušan Krchňák
Dušan Krchňák (* 14. října 1947) je bývalý československý fotbalový rozhodčí. Po skončení kariéry rozhodčího působí jako funkcionář fotbalového svazu.
V československé lize působil v letech 1976-1992. Řídil celkem 198 ligových utkání. Jako mezinárodní rozhodčí v letech 1978-1991 řídil 12 mezistátních utkání. V evropských pohárech řídil v Lize mistrů 6 utkání, v Poháru vítězů pohárů 7 utkání a v Poháru UEFA 20 utkání včetně prvního utkání finále ročníku 1987/88.